# Eufrasio Loza (Córdoba)
Eufrasio Loza es una localidad situada en el departamento Río Seco, en el norte de la  provincia de Córdoba, Argentina.
Se encuentra situada a 175 km de la Ciudad de Córdoba, aproximadamente. Su ubicación es en la zona de ecotono o transicional entre la Pampa Húmeda y el Chaco Austral.
El clima de la localidad es templado con estación seca, las precipitaciones son bajas y en algunas épocas de verano (especialmente el mes de enero) la sensación térmica suele llegar a los 50 °C.
La economía local es a inicios del siglo XXI, al igual que la mayoría de las localidades del norte cordobés, bastante precaria. Se podría decir que la principal actividad económica es la extracción sal en las salinas cercanas seguida por la ganadería, aunque los planes sociales entregados a los pobladores por los gobiernos provinciales y nacionales constituyen también una importante fuente de ingresos.
El ámbito industrial se limita a una pequeña fábrica de implementos agrícolas.
Eufrasio Loza posee una parada de ferrocarril por la cual pueden tener salida las producciones regionales, en especial las procedentes de la zona de Villa de María localidad vecina ubicada unos 12 kilómetros al oeste en el pedemonte de las sierras de Córdoba.

## Población
Cuenta con 162 habitantes (Indec, 2022), lo que representa un descenso del 2% frente a los 166 habitantes (Indec, 2010) del censo anterior.
| Gráfica de evolución demográfica de Eufrasio Loza entre 1991 y 2022 |
|                                                                     |
| Fuente: Censos nacionales del INDEC                                 |

### Sismicidad
La sismicidad de la región de Córdoba es frecuente y de intensidad baja, y un silencio sísmico de terremotos medios a graves cada 30 años en áreas aleatorias. Sus últimas expresiones se produjeron:
- 22 de septiembre de 1908 (116 años), a las 17.00 UTC-3, con 6,5 Richter, escala de Mercalli VII; ubicación 30°30′0″S 64°30′0″O / -30.50000, -64.50000; profundidad: 100 km; produjo daños en Deán Funes, Cruz del Eje y Soto, provincia de Córdoba, y en el sur de las provincias de Santiago del Estero, La Rioja y Catamarca[3]

- 16 de enero de 1947 (78 años), a las 2.37 UTC-3, con una magnitud aproximadamente de 5,5 en la escala de Richter (terremoto de Córdoba de 1947)[2]

- 28 de marzo de 1955 (70 años), a las 6.20 UTC-3 con 6,9 Richter: además de la gravedad física del fenómeno se unió el desconocimiento absoluto de la población a estos eventos recurrentes (terremoto de Villa Giardino de 1955)

- 7 de septiembre de 2004 (20 años), a las 8.53 UTC-3 con 4,1 Richter

- 25 de diciembre de 2009 (15 años), a las 21.42 UTC-3 con 4,0 Richter